# Il grido dell'innocenza
Il grido dell'innocenza è un film muto italiano del 1914 diretto da Augusto Genina.